# Hertigdömet Luxemburg
Hertigdömet Luxemburg (Nederländska: Luxemburg, Franska: Luxembourg, Tyska: Luxemburg, Luxemburgiska : Lëtzebuerg)  var ett hertigdöme i Västeuropa under slutet av Medeltiden, och början av Nya tiden. Huset Luxemburg blev en viktig politisk makt under 1300-talet, och tävlade med Huset Habsburg om makten i Centraleuropa. Huset Luxemburg blev arvingar till huset Přemyslid i Kungariket, som besteg tronan i Kungariket Ungern, och bidrog med fyra tysk-romerska kejsare, tills den manliga delen upphörde och huset splittrades, efter fördraget i Brno 1364.

### Fotnoter
1. ↑  ”Francia Media: Lorraine & Burgundy”. Friesian.com. 6 augusti 1914. http://www.friesian.com/lorraine.htm#luxemold. Läst 8 juni 2014.
2. ↑  ”Francia Media: Lorraine & Burgundy”. Friesian.com. 6 augusti 1914. http://www.friesian.com/lorraine.htm#luxemold. Läst 8 juni 2014.